# Cara a Cara (foto)
Cara a Cara é uma foto do canadense Pte. Patrick Cloutier e o guerreiro Anishinaabe Brad Larocque se encaram durante a Crise Oka. Foi tirada em 1º de setembro de 1990 por Shaney Komulainen e se tornou uma das imagens mais famosas do Canadá.
Komulainen trabalhava como fotógrafo freelance para a The Canadian Press. Em 1 de setembro, ela foi designada para South Shore, o local do bloqueio Mohawk da ponte Mercier. Ela ouviu no rádio que o Exército canadense estava se movendo e ligou para obter permissão do gerente da Canadian Press, Bill Grimshaw, para ir à área conhecida como "The Pines", onde a fotografia foi tirada.
Quando Komulainen viu o confronto cara a cara, ficou impressionada com o rosto de Cloutier: "Achei que seu rosto era tão jovem. Ele era militar, mas era tão jovem." Pelo menos três guerreiros se aproximaram de Cloutier neste momento de confrontos. No vídeo do impasse, a voz de Larocque pode ser ouvida falando com Cloutier: "Você está nervoso? ( . . ) Não está com medo, está? " Koulainen lembra que Larocque explicou ao homem à sua frente a sensação de uma bala entrando no corpo humano. A voz foi posteriormente identificada erroneamente como pertencente a Ronald "Lasagna" Cross, que tinha aparecido com destaque no começo da disputa. Larocque, porém, falava inglês e Cloutier, que falava somente francês, não entendeu nenhum dos comentários. Komulainen acredita que ela filmou entre 20 e 25 frames do par e passou adiante o filme, antes de Bill Grimshaw levá-lo à Canadian Press em Montreal, onde o revelou e imprimiu.